# Cañadón Seco
Cañadón Seco är en ort i Argentina.   Den ligger i provinsen Santa Cruz, i den södra delen av landet, 1 500 km sydväst om huvudstaden Buenos Aires. Cañadón Seco ligger 134 meter över havet och antalet invånare är 879.
Terrängen runt Cañadón Seco är platt österut, men västerut är den kuperad. Närmaste större samhälle är Caleta Olivia, 13,0 km norr om Cañadón Seco.
Omgivningarna runt Cañadón Seco är i huvudsak ett öppet busklandskap. Trakten runt Cañadón Seco är nära nog obefolkad, med mindre än två invånare per kvadratkilometer.